# Diocese de Tocantinópolis
A Diocese de Tocantinópolis (Dioecesis Tocantinopolitanus), é uma circunscrição eclesiástica da Igreja Católica Apostólica Romana no Brasil, criada no dia 14 de novembro de 1980. A sé episcopal está na catedral Nossa Senhora da Consolação, em Tocantinópolis.

## História
O território da diocese pertenceu à Diocese de Goiás desde 6 de dezembro de 1745 até a criação da Diocese de Porto Nacional, aos 20 de dezembro de 1915. Dom Alano de Noday, dominicano francês, segundo bispo diocesano, buscou logo dividir a sua imensa diocese. Assim, foi criada a nova Prelazia de Tocantinópolis aos 20 de dezembro de 1954 pela bula Ceu Pastor e nomeado monsenhor Quinto Tonini como administrador apostólico. Tonini e os padres da Congregação da Pequena Obra da Divina Providência, chamados também de missionários orionitas, pertencentes à congregação fundada por Luís Orione foram, segundo o historiador Raylinn Barros da Silva, os religiosos que contribuíram decisivamente para o estabelecimento do catolicismo na região da futura diocese.
A eleição de Dom Cornélio Chizzini deu à nova prelazia o seu primeiro bispo, que a governou até sua morte em 1981.
Durante seu governo episcopal, a prelazia recebeu parte do território da Prelazia de Cristalândia, quando foi criada a paróquia de Arapoema. A prelazia foi elevada a diocese aos 14 de novembro de 1980, pela bula Conferentia Episcopalis Brasiliensis.
A diocese também tem atendido, por mútuo acordo entre seus bispos, feito no episcopado de Dom Aloísio Hilário de Pinho, as comunidades de Bernardo Sayão, no território diocesano de Miracema do Tocantins, e a paróquia de São Sebastião de Couto Magalhães que, além do município sede engloba o município de Juarina, ambos em território da Prelazia de Cristalândia.
Em 31 de janeiro de 2023, cedeu parte de seu território em vantagem da ereção canônica da Diocese de Araguaína.

## Bispos diocesanos
| #      | Nome                             | Período   | Notas                      |
| Bispos | Bispos                           | Bispos    | Bispos                     |
| ------ | -------------------------------- | --------- | -------------------------- |
| 5°     | Carlos Henrique Silva Oliveira   | 2024-     | Atual                      |
| 4°     | Giovane Pereira de Melo          | 2009-2023 | Nomeado bispo de Araguaína |
| 3º     | Miguel Ângelo Freitas Ribeiro    | 2001-2007 | Nomeado bispo de Oliveira  |
| 2º     | Aloísio Hilário de Pinho, F.D.P. | 1981-1999 | Nomeado bispo de Jataí     |
| 1º     | Cornélio Chizzini, F.D.P.        | 1962-1981 | Morreu no cargo            |